# Фасина, Альберт Айинде
Альберт Айинде Фасина (Albert Ayinde Fasina, 8 июля 1939 год, Колониальная Нигерия) — католический прелат, епископ Иджебу-Оде с 14 августа 1990 года.

## Биография
3 марта 1980 года Альберт Айинде Фасина был рукоположён в священника, после чего служил в различных приходах епархии Иджебу-Оде.
21 июня 1988 года Римский папа Иоанн Павел II назначил Альберта Айинде Фасину епископом Иджебу-Оде. 10 сентября 1988 года состоялось рукоположение Альберта Айинде Фасины в епископа, которое совершил архиепископ Лагоса Энтони Олубунми Окоги в сослужении с епископом Иджебу-Оде Антонием Салуи Сануси и епископом Ибадана Феликсом Алабой Адеосином Джобом.